# Waris Dirie
Waris Dirie (nacida aproximadamente en 1965 en la región de Galkayo, Somalia) es una modelo, escritora y activista en la lucha contra la mutilación genital femenina (MGF). De 1997 a 2003 fue embajadora especial de la ONU contra la mutilación genital femenina (también llamada ablación de clítoris).
En 2002 fundó su propia organización, la Waris Dirie Foundation (Fundación Waris Dirie) para luchar contra la MGF (mutilación genital femenina). En 2010 esta fundación se renombró y desde entonces se llama Desert Flower Foundation (Fundación Flor del Desierto).

## Trayectoria

### Primeros años
Waris Dirie nació en el seno de una familia nómada musulmana de doce hijos somalí del clan de Darod. Waris significa “flor del desierto”. Su fecha de nacimiento exacta es desconocida aunque sí se sabe el año, 1965. Cuando tenía cuatro años de edad sufrió la mutilación genital femenina de tipo III. A la edad de trece años fue entregada a un hombre de 60 años en un matrimonio arreglado, en el que ella sería su cuarta esposa, a lo que se opuso. Huyó a través del desierto a la capital de Somalia, Mogadiscio a casa de su hermana, viviendo más tarde con su tía. Su fuga no fue tolerada. En 1981, con la ayuda de su tía, tuvo que irse a vivir a Londres, a casa de su tío, embajador de Somalia en Londres, que buscaba una criada, donde trabajó sin sueldo. Cuando su tío tuvo que abandonar Londres por la guerra civil en Somalia, Waris huyó de la embajada y estuvo viviendo en la calle más tarde en una MIC. Mientras se esforzaba en aprender inglés con clases nocturnas, trabajó como empleada de la limpieza en un restaurante Mc Donald's. Cuando tenía 18 años, fue descubierta por el fotógrafo Malcom Fairchild, que la convenció para convertirse en modelo. Así, él la ayudó a armar un portfolio y buscar trabajo, aunque muchas agencias de modelos no querían a una modelo negra. Uno de sus primeros trabajos de modelo fue para Terence Donovan, quien la fotografió en 1987 junto a la entonces aún desconocida modelo Naomi Campbell para la portada del Calendario Pirelli. Ese mismo año debutó como actriz secundaria en la película The Living Daylights. Poco después fue la primera mujer de color que apareció en la portada de Vogue en Europa. Trabajó para Chanel, L’Oréal, Revlon, Versace, Cartier, Levi’s y otras marcas de ropa. Apareció en las pasarelas de moda de Londres, Milán, París y Nueva York. En 1995 la cadena de televisión BBC realizó un documental sobre su vida, Una nómada en Nueva York.

### Modelo y Activista
En el año 1997, en la cumbre de su carrera como modelo, en una entrevista con la columnista de la revista Marie Claire Laura Ziv, habló por primera vez sobre su mutilación genital, lo que recibió la atención de los medios de comunicación de todo el mundo. Ese mismo año fue nombrada Embajadora especial de la ONU contra la mutilación genital femenina. Viajó a Somalia a visitar a su familia en 1997 y 2000, en plena guerra civil. En 1998 salió a la venta su libro Flor del desierto en el que habla, entre otras cosas, de su mutilación. Consiguió dar a conocer el problema de la MGF a la luz pública. En 1998 las lectoras americanas de la revista Glamour Magazine la eligieron Mujer del año. Waris Dirie recibió el premio África del Gobierno alemán para 1999 por su trabajo a favor de la prevención de la mutilación genital femenina.
En 2001 publicó su segundo libro, Amanecer en el desierto, (Desert Dawn), por el cual recibió, junto a Paulo Coelho el Premio Corine Award por el libro más vendido del año 2002. 
En el año 2002 recibió la nacionalidad austriaca. Dos años después creó la fundación Desert Flower Foundation en Viena, para recabar dinero para luchar contra la mutilación genital femenina, ayudar a sus víctimas y formar al entorno para evitar futuras ablaciones.
En 2004 Mijaíl Gorbachov le entregó el premio Women's World Award creado ese mismo año. En marzo de ese mismo año, Dirie fue atacada en su casa de Viena. Un hombre portugués de 26 años fue detenido después de aparentemente haberla acechado unos 1 600 kilómetros a través de Europa hasta que finalmente pudo acceder a su apartamento trepando por la ventana de un vecino. «Estaba tan asustada y conmocionada que lo dejó entrar», dijo un portavoz de la policía. Dirie aparentemente sufrió heridas leves cuando su agresor la arrojó al suelo. El atacante se fue en un taxi, solo para regresar más tarde y romper una de las ventanas de la planta baja del edificio. Fue arrestado cuando los vecinos llamaron a la policía y se le dio una suspensión de cinco meses. Se informó que el sospechoso se había reunido con Dirie seis meses antes cuando su hermano trabajaba en su anterior residencia en Gales. Más tarde irrumpió en esa casa y robó prendas de su ropa.
En 2005 publicó Niñas del desierto para el cual Waris Dirie investigó durante dos años en las principales ciudades europeas la mutilación genital femenina entre las comunidades africanas. Con este libro comenzó una campaña a nivel europeo contra la mutilación genital femenina. 
Waris abrió la conferencia mundial contra la MGF que tuvo lugar en Nairobi, donde dio a conocer por primera vez el Waris Dirie Manifest contra la MGF. El presidente de la República de Austria, Heinz Fischer le entregó el premio Arzobispo Oscar Romero.
El 25 de enero de 2006, Waris Dirie participó en una conferencia de la Unión Europea con todos los ministros de los Estados miembros de la Unión Europea, tras lo cual la Unión Europea introdujo el tema de la MGF en la Agenda Europea. Después de esto se introdujeron en numerosos países europeos medidas contra la mutilación y la prevención de la misma.[cita requerida] En 2007 Waris Dirie comenzó una campaña contra la mutilación genital junto a Scotland Yard en Gran Bretaña.
En 2007 publicó Cartas a mi madre, que se convirtió en un nuevo éxito de ventas. Dijo “Este es mi libro más intimista. Hay heridas que tardan en cicatrizar. El deseo de ver a mi madre de nuevo, olvidarla, fue intenso. Tuve que darme cuenta que el amor y el sufrimiento están muchas veces conectados. Trabajar en este libro fue doloroso, pero una experiencia realmente necesaria para mí”.
El 12 de julio de 2007 el presidente francés, Nicolas Sarkozy condecoró a Waris Dirie, y por primera vez a una mujer, por su lucha por los derechos de las mujeres con el Chevalier de la Légion d'Honneur. En septiembre de 2007 Waris Dirie recibió de la mano de Christine Egerszegi-Obrist, del parlamento suizo, el galardón Prix des Générations de la World Demographic Association. La cadena de televisión árabe Al Jazeera invitó a Waris Dirie al popular programa con Riz Khan. En este programa, habló, por primera vez, ante una audiencia árabe de más de cien millones de espectadores sobre el tema tabú de la mutilación genital femenina. A esto le siguió el programa sobre la MGF con Waris Dirie del canal para jóvenes Pan Arabic Youth Channel.
El 5 de marzo de 2008 Waris tenía planeado hablar ante el parlamento de la Unión Europea en Bruselas sobre la mutilación genital femenina y «la impotencia de la Unión Europea, que no ha desarrollado un plan para proteger a las mujeres» (como la revista alemana Der Spiegel describió el discurso planeado), en un encuentro en el cual también tomaba parte la ministra de Asuntos Exteriores estadounidense Condoleezza Rice. La noche anterior desapareció sin dejar rastro, lo que motivó una gran movilización de la policía belga. En la noche del 7 de marzo, un policía la reconoció en el Grand-Place / Grote Markt (en francés y flamenco, respectivamente) en Bruselas. Primeramente Dirie declaró haberse perdido y no encontrar su hotel. Luego su apoderado Walter Lutschinger y ella dieron a conocer más detalles de lo ocurrido (que no fue idéntica a la versión de la policía): Dirie quería regresar a su habitación de hotel, pero se dirigió a otro hotel de la misma cadena en el que no estaba su habitación. Alguien llamó a la policía, que la llevó a varios hoteles, pero no encontraron el hotel correcto. Después de una disputa entre los policías en el coche de la policía y Waris Dirie, ésta dejó el coche y se fue a una comisaría. Allí la trataron como a una prostituta y la echaron. Llamó a un taxi, pero el taxista la tuvo en su apartamento durante dos días e intentó violarla. Más tarde recibió en Holanda el premio Martin-Buber-Plakette en Kerkade, Holanda.
En abril de 2008 comenzó el rodaje de la película basada en su libro Flor del Desierto en Djibuti. El rodaje tuvo lugar en Nueva York, Berlín y Londres. La película fue producida por el ganador del Oscar Peter Herrmann. Waris Dirie fue coproductora y su papel lo interpretó la modelo etíope Liya Kebede. Otros de los protagonistas de la película fueron la ganadora del Globo de Oro Sally Hawkins, Timothy Spall, Meera Syal, Juliet Stevenson y Craig Parkinson. La película se estrenó en otoño de 2009. En enero de 2010, ganó los Premios de Cine de Baviera en Múnich en la categoría "Mejor Película". También fue nominada a un Premio de Cine en Oro en la categoría "Mejor Largometraje" en los Premios del Cine Alemán, y ganó el Premio del Público en la categoría "Mejor Película Europea" en el Festival Internacional de Cine de San Sebastián. Waris viajó durante el rodaje de la película a Yibuti, invitada por el presidente del país, donde habló con los ministros y el presidente sobre la MGF.
Desde 2009 Dirie vive en Gdańsk, Polonia. Temporalmente también en Viena. Es madre de dos hijos (Aleeke, Leon). Aleeke, el mayor de los dos, proviene de una relación con el músico de jazz Dana Murray. En enero de ese mismo año, Waris fue una de las fundadoras de la fundación PPR Foundation for Women’s Dignity and Rights, junto a la actriz Salma Hayek y su esposo, el empresario François-Henri Pinault., fundación que recolecta dinero para escuelas y clínicas en Somalia.
En 2010, Dirie fue nombrada Embajadora de Paz y Seguridad en África por la Unión Africana.Ese año también impulsó una iniciativa llamada "Stop FGM Now" en colaboración con la agencia de Berlín Heymann Brandt de Gelmini que fue premiada por el Gobierno Federal de Alemania como "Mejor campaña de redes sociales de ONG". 
En 2012, la BBC realizó un documental sobre su vida, Una nómada en Nueva York. En este documental cuenta como su nombre encierra dos significados opuestos: Sofía, el deseado por su padre, y el significado de "Flor del desierto", apreciado por su madre. Esta dualidad refleja su vida marcada por la persistencia de ser como una flor en medio del árido desierto, representando la fuerza y la belleza en circunstancias difíciles. Los títulos de sus libros reflejan las vivencias y experiencias de su vida, y cómo su nombre y sus hazañas personales se entrelazan con los temas que aborda en su obra literaria. Profundiza en un evento traumático, la mutilación genital a la que fue sometida. Explica que, en su entorno cultural, esta práctica se presentaba como algo positivo, y al ser una tradición que sus hermanas y otras chicas también habían experimentado, no se sintió en libertad para oponerse. La huida de su país se debió a varias razones, incluyendo la presión para casarse con un hombre mayor y la necesidad de buscar su propio destino. En su carrera en la industria de la moda, enfrentó desafíos relacionados con la discriminación racial. Habla de organizaciones y fundaciones en varios países africanos que buscan cambiar mentalidades y evitar prácticas como la mutilación genital, destacando cómo su historia puede ayudar a sensibilizar a las personas y prevenir tales situaciones.
El 11 de septiembre de 2013, patrocinó, la apertura del Desert Flower Center. Fue el primer centro médico holístico del mundo para el tratamiento y la atención de víctimas de MGF en Berlín junto con el Hospital Waldfriede como hospital de cooperación de la Desert Flower Foundation. El Desert Flower Center fue galardonado con la Medalla Louise Schroeder por parte del Estado de Berlín en 2016. De la misma forma colaboró en la apertura de otros centros como en 2014 el Centro de formación quirúrgica Desert Flower para cirujanos, ginecólogos, urólogos y personal de enfermería en Ámsterdam, en 2015 el Desert Flower Centre Scandinavia en cooperación con el Hospital Universitario Karolinska en Estocolmo. Y en 2017 el Centre Fleur du Desert con la Fondation Fleur du Desert en el refugio para mujeres del Hôpital Delafontaine en Paris Saint-Denis.
Como modelo en 2011 participó en "Together for African Women" una colaboración con la agencia de Hamburgo Jung von Matt y la marca de lavandería Mey.  y en marzo de 2019 con la aclamada campaña "End FGM" con la marca británica de lencería Coco de Mer. Dirie posó para la colección de la compañía (como sucesora de Pamela Anderson) y fue fotografiada por Rankin. La iniciativa fue galardonada con el premio IF Social Impact 2019 del IF International Forum Design.

## Premios y reconocimientos
- Premio de África del gobierno alemán 1999[6]
- Women of the year Award de la revista Glamour Magazine 2000
- Corine 2002 por Amanecer en el Desierto
- World Social Award de la Women’s World Award 2004
- Premio Obispo Óscar Romero (2005) de la Iglesia Católica.
- Prix des Générations 2007 de la World Demographic Association[30]
- Chevalier de la Légion d'Honneur entregada por el presidente francés Nicolas Sarkozy 2007.[31]
- Martin-Buber-Plakette der Stichting Euriade 2008[30]
- Medalla de oro de la presidenta de la República de Italia (2010) por sus logros como activista de derechos humanos.
- Premio Thomas Dehler (2013) de la Fundación Thomas Dehler, presentado por Sabine Leutheusser-Schnarrenberger[32]
- Premio Woman Of The Year Campaigning Award (2013) en Londres presentado por Sacla
- Premio Internacional de la Libertad (2014) presentado en la Cámara de los Lores en Londres por la ministra británica Lynne Featherstone
- Premio Mujeres para Mujeres (2017), otorgado en Viena por la revista "¡mira![33]
- Donna dell'Anno (2018) en Italia[34]
- Premio Million Chances (2018) donado por la Fundación Fritz Henkel[35]
- Premio Sunhak de la Paz (2019) por su compromiso con los derechos de las mujeres, otorgado en Seúl.[36][37]

## Filmografía y libros

### Películas
- The Living Daylights (película) (1987)
- Flor del desierto

### Libros
- Desert Flower (Flor del desierto) (1998) con Cathleen Miller. Se convirtió en un éxito de ventas internacional y apareció en más de 50 ediciones con licencia.
- Desert Dawn (Amanecer en el desierto) (2002) con Jeanne D'Haem. 20 años después de su fuga, Dirie decidió visitar a su familia en Somalia.
- Niñas del desierto (2005). Con su tercer libro, Dirie inició una campaña europea contra la mutilación genital femenina. La mutilación genital no solo se practica en África, sino también en el mundo occidental. Informa sobre encuentros con víctimas y agresores, sobre sus investigaciones, reveses y éxitos.
- Carta a mi madre (2007). Dirie dice acerca de este libro en el sitio web de la Desert Flower Foundation: `` Mi anhelo era grande de encontrar a mi madre de nuevo, de perdonar a mi madre, pero tenía que darme cuenta de que el amor y el sufrimiento a menudo están indisolublemente unidos. Trabajar en este libro fue una experiencia dolorosa pero vital para mí ".
- Schwarze Frau, weißes Land (2010). En este libro, Dirie habla de su vida en su nueva tierra natal blanca, y de su anhelo por África y su profundo deseo de ayudar a su continente natal a liberarse de la pobreza, las tradiciones obsoletas y la dependencia.
- Salvando a Safa (2013). Little Safa proviene de una familia extremadamente pobre de Yibuti. Criada en un barrio pobre, es seleccionada para el papel de la pequeña Waris Dirie en la película biográfica del best seller mundial Flor del desierto. La dramática escena, en la que circuncidan violentamente a la niña, hace llorar a la gente en los cines de todo el mundo. En la vida real, Safa todavía está intacta. Dirie se horroriza aún más cuando se entera de que la mutilación genital de Safa es inminente. Y ella hace todo lo que está en su poder para salvar a la niña de esta cruel práctica.
- Mi África - El viaje (2017). Junto con su equipo de Desert Flower Foundation, Dirie publicó su primer libro de lectura para niños en escuelas africanas. El libro cuenta la historia de la pequeña "flor del desierto" Waris y su hermano Mo, que emprenden un viaje juntos para descubrir su continente, África. En sus aventuras conocen la flora y la fauna de África. Además de la historia, el libro también contiene numerosos ejercicios de escritura, cuyo objetivo es promover las habilidades de lectura y escritura de los niños.

### Musical
El 7 de marzo de 2019, en presencia de Waris Dirie, se anunció en una conferencia de prensa en un teatro de St. Gallen, Suiza, que la historia de su vida se convertiría en un musical.  Escrita y dirigida por el director de cine y teatro alemán Gil Mehmert . La letra es de Frank Ramond, con la música de Uwe Fahrenkrog-Petersen (escribió la música de "de: 99 Luftballons " de Nena ). El 22 de febrero de 2020 se estrenó el musical en el teatro St. Gallen. Waris Dirie asistió al estreno.